# Enfants stars, adolescence brisée
Pour plus de détails, voir Fiche technique et Distribution.
Enfants stars, adolescence brisée (A Tale of Two Coreys) est un téléfilm biographique américain réalisé par Steven Huffaker, diffusé en 2018. Il s’agit de l’histoire de Corey Haim et Corey Feldman.

## Synopsis
En 2010, Corey Haim meurt dans des conditions dramatiques. Six ans plus tard, son meilleur ami Corey Feldman se remémore leur parcours : l'ascension rapide du duo des Coreys dans les 80's, le statut d'enfant star, le succès, l'argent, les fans. Puis les excès en tous genres et les abus pédophiles dont ils ont été victimes. Arrive alors la chute, inévitable et tragique…

## Fiche technique
Sauf indication contraire, les informations mentionnées dans cette section peuvent être confirmées par la base de données cinématographiques IMDb,  présente dans la section « Liens externes ».
- Titre original : A Tale of Two Coreys
- Titre français : Enfants stars, adolescence brisée
- Réalisation : Steven Huffaker
- Scénario : Peter Sullivan, Hanz Wasserburger et Jessica Dube, inspiré de la vie de Corey Feldman et Corey Haim
- Direction artistique : Michelle Patterson
- Décors : Audrey Rosenberg
- Costumes : Jennifer Garnet Filo
- Photographie : Eitan Almagor
- Montage : Randy Carter
- Musique : Jim Dooley
- Production : Kimberly A. Ray, Peter Sullivan

Producteurs exécutifs : Barry Barnholtz, Corey Feldman, Zelma Kiwi, Jeffrey Schenck et Phil Shapiro
- Sociétés de production : Brain Before Brian Productions, Hybrid, Mayor Entertainment et Philco
- Société de distribution : Lifetime Television
- Pays d’origine :  États-Unis
- Langue originale : anglais
- Genre : biographie
- Durée : 90 minutes
- Dates de première diffusion :
  - États-Unis : 6 janvier 2018 sur Lifetime
  - France : 2 août 2018 sur TF1

## Distribution
Sauf indication contraire, les informations mentionnées dans cette section peuvent être confirmées par la base de données cinématographiques IMDb,  présente dans la section « Liens externes ».
- Elijah Marcano (VF : Gauthier Battoue) : Corey Feldman
  - Scott Bosely (VF : Julien Allouf) : Corey Feldman (adulte)
- Justin Ellings (VF : Julien Crampon) : Corey Haim
  - Casey Leach (VF : Romain Altché) : Corey Haim (adulte)
- Ashley Scott (VF : Laura Blanc) : Sheila Feldman
- Patrick Muldoon (VF : Maurice Decoster) : Bob Feldman
- Paula Lindberg (VF : Stéphanie Lafforgue) : Judy Haim
- Brian Huskey (VF : Thierry Kazazian) : Bernie Haim
- Aleksandra Jade : Cari Haim
- Brandon Howard (VF : Simon Koukissa) : Michael Jackson
- Keith Coogan : Marty
- Jacob Loeb (VF : Clément Moreau) : Doug
- Bella Popa : Ally
- Michael Carbonaro : Ricky Dekanter
- Jennifer Peo : Carrie Fisher
- Claude Knowlton : Joe Dante
- Brian Nolan : Tom Hanks
- Jay Disney : Joel Schumacher
- Jamison Newlander : le policier

## Production
Développement et genèse
Corey Feldman s'est beaucoup impliqué dans la production et le scénario du film, afin d'être le plus proche possible de la réalité.
Musique
- John Waite - Change
- Dave Feldstein - Don't Turn Away
- Peter Cochran - 24 Hours A Day
- The Pointer Sisters - Automatic
- Dave Feldstein - In Hollywood
- Elijah Marcano - Out of the Darkness
- Dave Feldstein - Candy Store
- Jamie Dunlap - When You're With Me
- Lindsey Harper - Celebrate Us
- Gerard McMann - Cry Little Sister
- Jermaine Stewart - We Don't Have To Take Our Clothes Off
- Ellen Feldstein - One Quiet Night
- Patrick Muldoon - Never Surrender
- Dave Feldstein - Hero For a Day
- Rehya Stevens - A New Tomorrow
- Rehya Stevens - Upside Down

## Accueil
Le film a été plutôt bien accueilli sur les sites spécialisés tels que sur Internet Movie Database, il est mentionné une moyenne de 5,9/10 et, sur Rotten Tomatoes, les internautes apprécient le film à 85 % et lui donne une note de 4,4/5.
Le téléfilm a été vu par 885 000 téléspectateurs lors de sa première diffusion.